# Обыкновенный усач
Обыкновенный усач, или марена (устар. «мирон-усач», лат. Barbus barbus), — вид лучепёрых рыб из семейства карповых. Выделяют несколько подвидов.
Обитает в водах Европы, за исключением Испании и Италии на юге, Англии, Дании и Скандинавии на севере.
Длина тела до 85 см, масса 4—6 кг, в исключительных случаях до 12. Спинной плавник высокий. Окраска тела ровная серебристая, редко с мелкими буроватыми пятнышками. Половозрелыми становятся в возрасте 3—5 лет при длине тела около 30—35 см. Предельный возраст этой рыбы — 15 лет. Нерест в мае — июне при температуре более 15 °C. Плодовитость самок от 15 до 100 тысяч икринок. Питается усач в основном донными организмами: моллюсками, червями, личинками и ракообразными, а также кормами растительного происхождения. Отличительной чертой этой рыбы являются две пары усов по углам рта и головы, которые служат для поиска пищи на дне реки. Икра усача ядовита
В настоящее время его популяция значительно сократилась в результате интенсивного лова и загрязнений, например, его внесли в «Красную книгу Украины» как уязвимый вид.